# Grandes Jorasses
Die Grandes Jorasses [gʀɑ̃d ʒɔˈʀas] sind ein mehrgipfliger Berg im Mont-Blanc-Massiv in den Alpen, an der Grenze zwischen Frankreich und Italien.
Höchster Gipfel ist mit 4208 Metern die Pointe Walker, weitere Gipfel sind die Pointe Whymper (4184 m), die Pointe Croz (4110 m), die Pointe Hélène (auch Pointe Elena genannt, 4045 m), die Pointe Marguerite (Margherita, 4065 m) und die Pointe Young (3996 m).

## Erstbesteigung und Normalanstiege
Der Normalanstieg erfolgt vom Rifugio Gabriele Boccalatte e Mario Piolti kommend über die teilweise vergletscherte Südseite, ZS. Am 24. Juni 1865 erfolgte die Erstbesteigung durch eine Gruppe, der neben Edward Whymper auch die Führer Michel Croz, Christian Almer und Franz Biner angehörten. Bei dieser Expedition wurde der höchste Punkt allerdings noch nicht betreten, sondern „nur“ der später nach Whymper benannte, 24 Meter niedrigere Nebengipfel. Der Hauptgipfel wurde erst drei Jahre später von Horace Walker, Melchior Anderegg, J. Jaun und J. Grange über die Südwestflanke erstmals erreicht.

## Nordwand

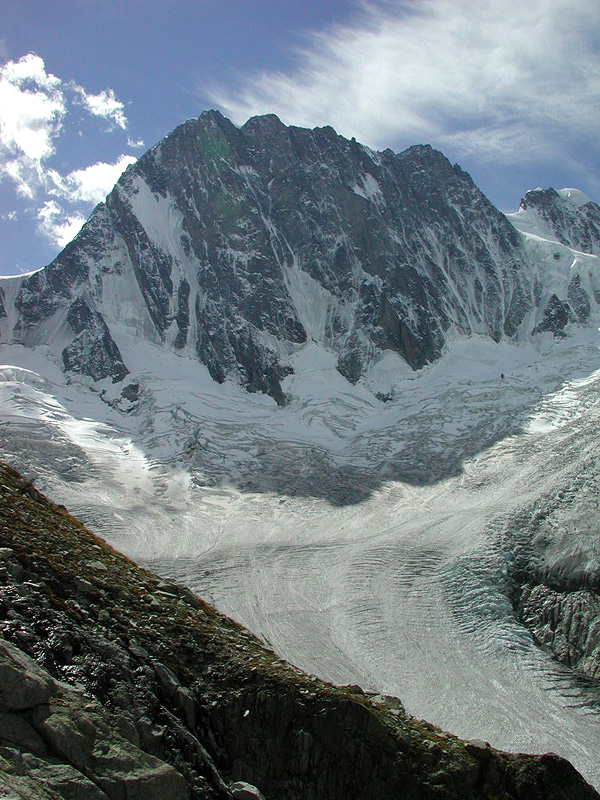
Nordwand der Grandes Jorasses über dem Glacier de Leschaux (September 2000)

Berühmt sind die Grandes Jorasses für ihre fast lotrechte Nordwand, die sich 1000 m hoch über dem Leschauxgletscher erhebt. Sie zählte zusammen mit den Nordwänden von Matterhorn und Eiger zu den „drei letzten Problemen der Alpen“, bevor sie 1935 über den Nordpfeiler der Pointe Croz (Crozpfeiler) erstmals von Martin Meier und Rudolf Peters durchstiegen wurde. Den direkten Weg zur Pointe Walker über den Walkerpfeiler bestiegen Riccardo Cassin, L. Esposito und U. Tizzioni in drei Tagen im August 1938. 1975 eröffneten Wojciech Kurtyka, Jerzy Kukuczka und Marek Łukaszewski die so genannten Polenroute durch die Nordwand auf die Pointe Hélène.
Den Geschwindigkeitsrekord durch die Grandes-Jorasses-Nordwand auf der Colton-McIntyre-Route (AS (5+ (UIAA)/M4+)) solo zum höchsten Gipfel, der Pointe Walker, hielt ab dem 28. Dezember 2008 der Schweizer Ueli Steck mit 2:21 Stunden. Seinem Landsmann Dani Arnold gelang Ende Juli 2018 eine neue Rekordzeit, er bestieg solo die Pointe Walker über eine andere Route, die Cassin-Route, in 2:04 Stunden.
Im Jahre 2022 gelingt Line van der Berg und Fay Manners die 5. Begehung und erste reine Frauenbegehung von Phantom Direct (1600 Höhenmeter), die längste Eisroute des Mont-Blanc-Massivs. Die beiden Frauen haben dies aus dem Tal heraus geleistet und brauchten dazu 31 Stunden.

## Kunstwerke
Die Grand Jorasses wurden gemalt (aus dem Norden gesehen) von Carl Gustav Carus 1824: Das Eismeer von Chamonix, und – als Verfremdung – von Caspar David Friedrich: Das Hochgebirge, auch 1824.